# Zbrodnia w Chiniówce
Zbrodnia w Chiniówce – zbiorowe zabójstwo stu Polaków dokonane przez oddział Ukraińskiej Powstańczej Armii we wsi Chiniówka, położonej w powiecie zdołbunowskim województwa wołyńskiego podczas  rzezi wołyńskiej.

## Przed zbrodnią
Chiniówka była osadą, w której dominowała ludność polska; tylko kilka rodzin było ukraińskich.
Z powodu powtarzających się w okolicznych wsiach nocnych napadów na Polaków, od marca 1943 roku Polacy w Chiniówce nocowali poza swoimi domami. Bezpieczeństwa pilnowały warty złożone z mężczyzn uzbrojonych w widły i siekiery. 26 kwietnia w nocy upowcy przebrani za partyzantów sowieckich zaproponowali mężczyznom pełniącym wartę przejście do partyzantki sowieckiej. Zgłosił się Zygfryd Naumowicz, który jednocześnie wyjawił przybyszom, że ukrywa Żydów. W rezultacie następnej nocy Ukraińcy pobili żonę Naumowicza oraz ograbili i zabili przechowywanych przez niego Żydów. Podczas trzeciego najścia, które nastąpiło kolejnej nocy, Ukraińcy zmusili torturami Naumowicza do wyjawienia, że także Lucjan Krajewski przechowuje Żydów, jednak zanim doszli do domu Krajewskiego, Żydzi uciekli. W tej sytuacji intruzi zabili Naumowicza i pobili Krajewskiego.

## Zbrodnia
3 lub 5 czerwca 1943 roku o godzinie 3. rano napastnicy określani przez Władysława i Ewę Siemaszków jako „bojówki upowskie” otoczyli Chiniówkę. Alarm wszczęty przez warty wywołał panikę; ludność wsi próbowała ratować się ucieczką, przede wszystkim do lasu. Uciekających ścigano i mordowano, w rezultacie zabito 100 osób. Po dokonaniu mordu spalono 40 zagród.
Ocaleni z rzezi pochowali zabitych w zbiorowej mogile koło szkoły, która była jedynym ocalałym budynkiem we wsi. Część z nich następnie ewakuowała się do Mizocza i Ostroga. Pozostali ukrywali się w wapiennych jaskiniach położonych wokół Chiniówki. 7 z tych osób zostało w późniejszym czasie schwytanych i zabitych przez upowców. Zabito także Ukraińca Hawryluka, który udzielał im pomocy. Ukrywanie się w jaskiniach trwało do nadejścia Armii Czerwonej na początku 1944 roku.